# Медведев, Вячеслав Александрович
Вячеслав Александрович Медведев (11 июля 1978) — российский футболист, полузащитник, игрок в мини-футбол.
Воспитанник СДЮСШОР «Чертаново». В 1996 году провёл пять матчей за «Чертаново» в третьей лиге. В сезоне 1997/98 сыграл 23 матча, забил 9 мячей в чемпионате России по мини-футболу за «Чертаново».
Выпускник ФГБОУ ВО РГУФКСМиТ (ГЦОЛИФК).
На февраль 2019 — старший тренер «Строгино-2».